# Semisinteză
Semisinteza sau sinteza chimică parțială reprezintă sinteza chimică ce include utilizarea unui compus inițial, obținut din surse naturale (precum bacteriene sau vegetale), pentru a obține un produs semisintetic derivat al acestui compus natural.
Un exemplu clasic este procesul de semisinteză al paclitaxelului, care se obține ca urmare a acetilării și a altor reacții, plecând de la compusul natural 10-dezacetilbaccatina III: